# Bjørn Kjos
Bjørn Kjos, född 18 juli 1946 i Sokna i Ringerike i Buskerud, är en norsk företagsledare och entreprenör.
Bjørn Kjos far Ola Kjos grundade 1953 flygbolaget Norsk Skogbruksfly med en Piper Cub. Själv utbildade han sig till stridspilot i norska flygvapnet i Norge och USA och var jaktplanspilot på F-104 Starfighter på 334:e skvadronen i Bodø 1969-75. Han studerade därefter juridik vid Oslo universitet och arbetade som domstolsjurist och affärsjurist 1983-2002, bland annat som affärsjurist i sjöfartsfrågor under tio år i Vogt & Wiig advokatfirma. 
År 1986 grundade Bjørn Kjos och hans bror Tore Kjos det seismologiska företaget Read-gruppen, som verkade i oljeindustrin på Nordsjön. Han blev sedan en av grundarna av Norwegian Air Shuttle 1993  tillsammans med anställda i det då konkursade norska regionalflygbolaget Busy Bee. Han var ordförande i Norwegian 1993-96 och har varit verkställande direktör mellan 2002 och 2019. Han är med 27 % av ägarkapitalet också den största aktieägaren i företaget.
Bjørn Kjos är gift med Gerd Kjos och har tre vuxna barn.